# Tigris (ekspedition)
Tigris var en ekspedition, som Thor Heyerdahl foretog 1977-1978 for at bevise der kan have været kontakt og påvirkning mellem de gamle kulturer i Mesopotamien, Indusdalen og Egypten via havet. Ekspeditionen rejste ad floden Tigris, gennem den Persiske golf og ind i det Indiske ocean.
Den 18 m lange papyrusbåd Tigris blev bygget i Irak i 1977, og sejlede ligesom Ra I og Ra II under FN-flag, denne gang med en international besætning på 11 mand.
Den 6800 km og fem måneder lange færd endte i Djibouti ved indsejlingen til Rødehavet.
Omgivet af krig på alle kanter besluttede ekspeditionsmedlemmene i april 1978 at brænde båden. De udsendte samtidig en enstemmig appel til FN om at stoppe våbenleverancerne til udviklingslandene i den del af verden, som havde lagt grundlaget for vor egen civilisation.

## Besætning
- Thor Heyerdahl (Norge)
- Norman Kent Baker (USA)
- Carlo Mauri (Italien)
- Jurij Senkevitj (Sovjetunionen)
- Germán Carrasco (Mexico)
- Hans Petter Bohn (Norge)
- Rashad Nazir Salim (Irak)
- Norris Brock (USA)
- Toru Suzuki (Japan)
- Detlef Zoltzek (Tyskland)
- Asbjørn Damhus (Danmark)